# Красный гремучник
Красный гремучник (лат. Crotalus ruber) — вид ядовитых змей семейства гадюковых.
Общая длина достигает 1—1,5 м. Голова широкая, туловище стройное. Окраска кирпично-красного, бледного красновато-коричневого или оранжевого цвета. Большие ромбы вдоль спины немного темнее, чем общий фон туловища, окаймленные бледными чешуйками, особенно в передней половине тела. На хвосте перед погремком чередуются узкие чёрные и белые кольца.
Любит пустыни, побережье, горные местности. Встречается на высоте до 1500 м над уровнем моря. Активен ночью. Питается мелкими млекопитающими и птицами.
Живородящая змея. Самка рождает от 3 до 20 детёнышей длиной 30—34 см.
Яд достаточно сильный, содержит гемотоксины, протеолитические ферменты. Укус вызывает сильный отёк, боль, синяки, некроз, тошноту, рвоту, клиническое кровотечение и гемолиз. Яд используют в медицине, за один раз берут до 364 мг яд (в сухом весе).
Впрочем, эта змея довольно миролюбивая, её укусы крайне редки.
Вид распространён в южной Калифорнии (США) и Нижней Калифорнии (Мексика).
Подвиды

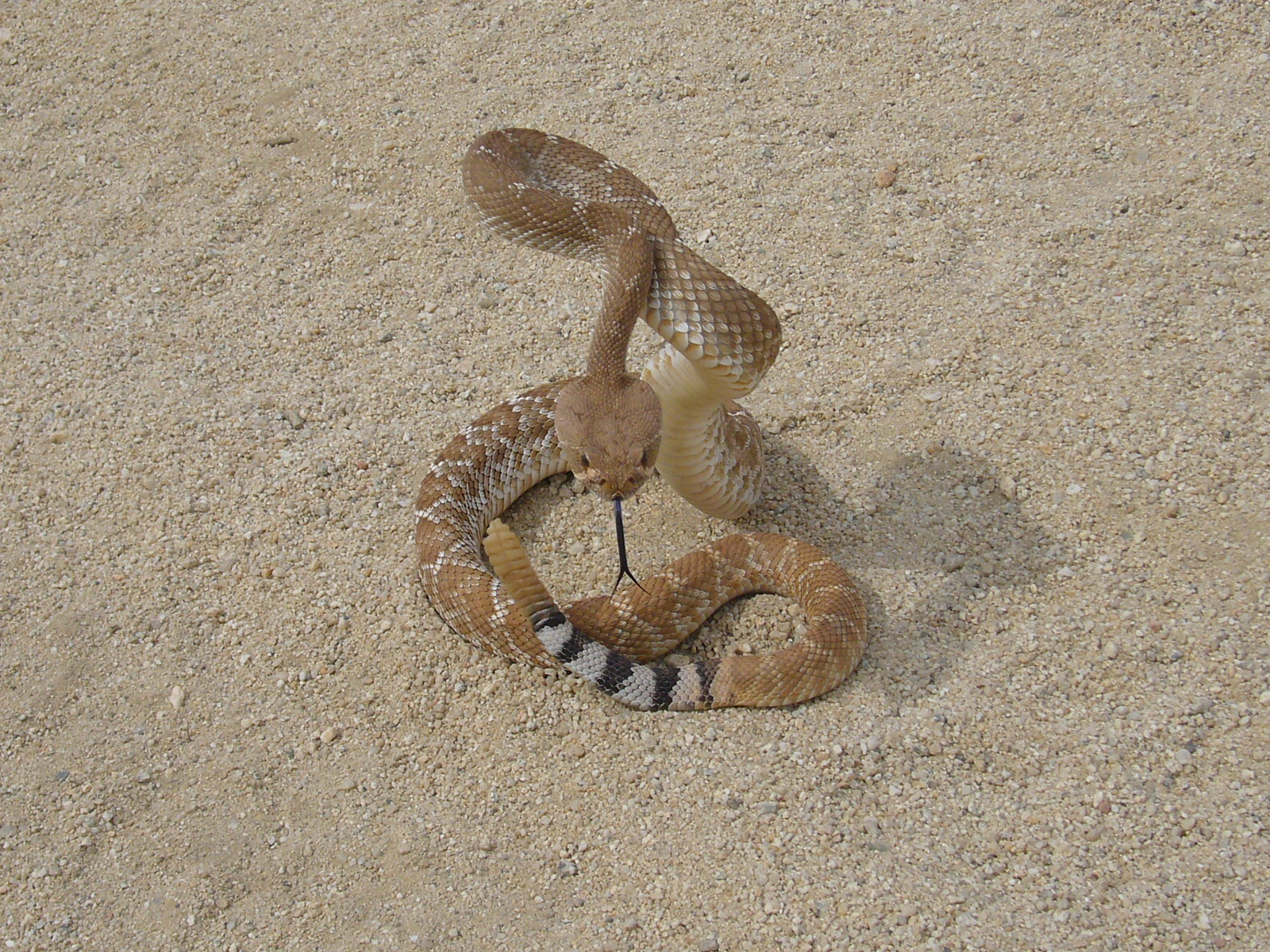

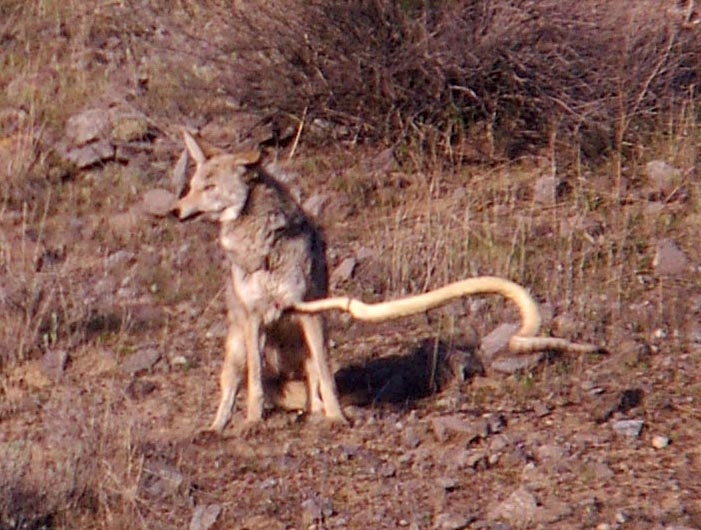
Схватка койота с красным гремучником

- C . r. lorenzoensis эндемик острова San Lorenzo Sur. Этот подвид меньше чем змеи на континенте с тенденцией к редукции погремка из-за утраты последних сегментов;
- C. r. lucasensis в прибрежном районе Нижней Калифорнии южнее Лорето. Окраска от коричневого до оливково-зелёного цвета;
- C. r. ruber в южной Калифорнии и на большей части Нижней Калифорнии, за исключением побережья.